# کاظم خاوازی
کاظم خاوازی (زاده ۱ فروردین ۱۳۴۷ بیرجند) سیاستمدار، محقق و پژوهشگر علوم خاک ایرانی است که قائم‌مقام وزیر و معاون برنامه‌ریزی و امور اقتصادی وزارت جهاد کشاورزی در دولت سیزدهم بود. او وزیر سابق جهاد کشاورزی در دولت دوازدهم و پیش‌تر از آن معاون وزیر و رئیس سازمان تحقیقات، آموزش و ترویج کشاورزی بوده است. خاوازی از دانشگاه تربیت مدرس دکترای کشاورزی با گرایش خاک‌شناسی دارد و عضو مدعو فرهنگستان علوم ایران است. وی در جلسه ۲۰ فروردین ۱۳۹۹ مجلس ایران با ۱۹۶ رأی موافق از ۲۱۵ نماینده حاضر، حمایت اکثریت مجلس برای وزارت را به دست آورد.